# Uliana Hrynishyna
Uliana Hrynishyna (9 ottobre 2008) è una nuotatrice artistica ucraina.

## Biografia
Ha esordito nella Coppa del Mondo di nuoto artistico il 12 aprile 2025 a Hurghada, concludendo al settimo posto nel duo programma libero.

## Palmarès
- Europei

Funchal 2025: argento nella gara a squadre (programma tecnico) e nella gara a squadre (programma acrobatico)

### Coppa del Mondo
- 1 podio:
  - 1 vittoria (1 nella gara a squadre)

#### Coppa del mondo - vittorie
| Data           | Luogo    | Paese  | Disciplina      |
| -------------- | -------- | ------ | --------------- |
| 13 aprile 2025 | Soma Bay | Egitto | Team acrobatico |